# Sylver
Sylver ist eine belgische Vocal-Trance-Formation, bestehend aus der Sängerin Silvy de Bie, dem Keyboarder und Songwriter Wout van Dessel und dem Gitarristen John Miles junior. Produzent und Co-Autor der Songs ist Regi Penxten.
Seit 2001 landeten Sylver regelmäßig in den deutschen Charts und erreichten mit dem Song Turn the Tide Gold-Status. Weltweit zählen Sylver zu den Pionieren des Vocal-Trance.

## Verlauf
Sängerin Silvy de Bie begann ihre musikalische Karriere im Alter von neun Jahren in der belgischen Fernseh-Show De Kinderacademie. Die belgische Gesetzgebung, nach der Kindern unter 16 Jahren jegliche Arbeit verboten ist, setzte ihrer Karriere allerdings ein jähes Ende. Später trat sie mit der Band Lace auf. Nach ihrer Schulzeit arbeitete Silvy in einem kleinen Geschäft.
Wout ist in Belgien ein bekannter DJ. Beide lernten sich in der Disco kennen, wo er als Residential DJ arbeitete. Seither arbeiten sie zusammen. Auch auf der Bühne sind Sylver sehr präsent, sie haben bereits viele Live-Auftritte nicht nur in ihrer Heimat Belgien, sondern auch in Nordamerika, Südafrika, Asien, Skandinavien und Osteuropa absolviert. Vor Sylver nannte sich das Duo Liquid feat. Silvy. Da der Bandname Liquid schon vergeben war, benannten sie sich um.
Auf den Singles finden sich jeweils die in der Dance-Branche üblichen Remixes, die dem Zeitgeist entsprechend von bekannten DJs erstellt werden und mit deren typische musikalische Handschrift tragen. Auf der Special-Edition des Debütalbums befinden sich auf der Bonus-CD drei Akustik-Versionen von Turn the Tide, Forever in Love und Forgiven, die den Fans verdeutlichen, dass Sylver weit mehr kann als die sogenannte Chart-Dance-Musik.
Auch sonst verwenden Sylver nicht nur die in dieser Musikrichtung üblichen synthetischen Instrumente wie Keyboards und Drum-Computer, sondern auch Gitarre, Klavier oder Streichinstrumente.
Am 20. Februar 2013 gab Silvy de Bie ihren Abschied von Sylver bekannt. Ende 2013 löste sich die Band schließlich auf.
Im Frühling 2016 gab die Band offiziell die Neugründung bekannt, es werde auch an neuem Material gearbeitet. Es fanden erneute Live-Auftritte statt und es wurde angekündigt, die Band werde im Winter des Jahres den schwedischen Musiker Basshunter auf dessen Live-Tournee in seinem Heimatland begleiten.

## Musikalischer Werdegang

### Musikalisches Debüt mit „Chances“
Im Jahr 2001 landeten Sylver in Deutschland mit ihrer Debütsingle Turn the Tide und dem Debütalbum Chances Erfolge. Die Single stieg auf Platz acht in die Charts ein, war nach acht Wochen auf Platz zwei (nur überboten von Atomic Kittens Whole Again) und blieb insgesamt zwölf Wochen in den Top-10. Turn the Tide verkaufte sich über 250.000 Mal in Deutschland und erlangte Goldstatus, ebenfalls in Belgien. Turn the Tide wurde zu einem Hit in vielen Ländern Europas und außerhalb. Das Album, das ein paar Monate später erschien, debütierte auf Platz 16 und blieb insgesamt 49 Wochen in den deutschen Top 100, wobei über 150.000 Exemplare in Deutschland verkauft werden konnten.
Sylvers zweite Single Skin konnte an den Erfolg anknüpfen und wurde zunächst nur in Belgien veröffentlicht. Die dritte Single Forever in Love folgte kurz darauf. Das Video zur Single wurde in Frankreich gedreht und in Südafrika zusammengeschnitten.
Wie schon die ersten drei Singles konnten auch In Your Eyes und Forgiven gute Chartplatzierungen in vielen Ländern erreichen. Auf der internationalen Version der Single In Your Eyes ist auch der Song Skin vorhanden, der zuvor nur in Belgien veröffentlicht wurde.
In Deutschland erschien im Jahr 2002 eine Special-Version des Chances-Albums. Diese enthält neben allen Videos (bis Forgiven) auch noch eine Bonus-CD mit Remixen.

### „Little Things“
Das zweite Album Little Things im Jahr 2003 war nicht minder erfolgreich. Obwohl auf dem Cover des Albums nur 10 Titel verzeichnet sind, befindet sich am Ende der CD (Lied 20) eine französische Version des Hits Turn the Tide. Der Song wurde als Je ne sais pas bezeichnet. Bereits vor dem Album wurde die Single Livin’ My Life veröffentlicht. Das Video wurde Anfang des Jahres 2003 in einer alten Lagerhalle in Berlin bei Temperaturen unter dem Gefrierpunkt gedreht. Das Making-of des Videoclips ist auf der Special-Edition des Albums zu finden, die neben diversen Remixen auch eine DVD mit Videoclips und Biografie enthält. Livin’ My Life debütierte in Belgien so wie auch in Deutschland in den Top-10.
Als zweite Singleauskoppelung wurde Why Worry, als dritte die Ballade Shallow Water gewählt.
Beide Singles konnten sich in Belgien behaupten, erreichten aber in Deutschland nur mittelmäßige Erfolge. Die vierte Single aus dem Album, Wild Horses wurde nur in Belgien veröffentlicht.

### „Nighttime Calls“
Am 2. November 2004 ist das dritte Album, Nighttime Calls, erschienen. Ursprünglich sollte das Album bereits im Frühsommer 2004 erscheinen, jedoch waren zu diesem Zeitpunkt noch nicht alle Songs fertig. Die erste Single aus diesem Album, Love is an Angel, ist in Belgien bereits am 20. September 2004 erschienen und sofort in die Top 5 eingestiegen, in Deutschland erreichte sie die Top 20.
Dieses Album konnte nicht mehr an die bisherigen Erfolge anknüpfen. Sowohl in Belgien als auch in Deutschland wurden keine hohen Chartpositionen erreicht. Nighttime Calls verkaufte trotzdem über 25.000 Einheiten in Deutschland, was für einen Dance-Act eine respektable Leistung ist. Die zweite Singleauskopplung Make It, ein sehr ungewöhnlicher Song mit 2-Step-Elementen, konnte ebenfalls nicht den gewünschten Erfolg erzielen. Als dritte Single aus dem Album wurde Take Me Back auserkoren, allerdings nur in Belgien veröffentlicht, obwohl dieser Song wohl einer der stärksten Titel von Sylver ist und von vielen Kritikern gelobt wurde.

### „Crossroads“
Ende April 2006 wurde die neue Single Lay All Your Love On Me veröffentlicht, bei der es sich um die erste Coverversion von Sylver handelt. Der Song stammt im Original von ABBA. Die Single erreichte abermals die belgischen Top 10 sowie Rang 26 in Deutschland und Position 1 in Polen. Am 19. Mai 2006 erschien das dazugehörige Album „Crossroads“. Die zweite Singleauskopplung, der Titel One Night Stand, wurde nur in Belgien veröffentlicht. Auch die dritte Auskopplung Why erschien nur in Belgien. Den Crossroads-Song Keep Your Hands sang Sängerin Silvy zusammen mit Milk-Inc.-Frontfrau Linda Mertens.

### „Best Of – The Hit Collection 2001–2007“
Im Jahre 2007 überraschten Sylver ihre deutschen Fans mit einem Best-of-Album. Auf der Doppel-CD sind alle bisher erschienenen Singles sowie der neue Song The One enthalten. Der Song ist weder in Belgien noch in Deutschland als CD-Single (nur als Download und Vinyl in Deutschland) erschienen. Auf der zweiten CD finden sich neben Remixen einiger Songs noch sieben Musikvideos der früheren Singles.
Das Best-of-Album erschien zudem noch in Polen und Russland, nicht aber in Belgien.

### Olympische Spiele 2008 und fünftes Album „Sacrifice“
Anfang April wurde im Belgischen Fernsehen sowie am 14. Juni auf der belgischen Musikseite Belgovision offiziell bekanntgegeben, dass Sylver sich in der engeren Auswahl befinden ihren Song One World, One Dream, der zugleich unter dem olympischen Motto steht, bei den Olympischen Spielen 2008 in China singen zu dürfen. Die Möglichkeit dazu bekamen Sylver durch ein Interview mit dem CDP Music Channel China. Unter den 10 Teilnehmern waren Sylver die Einzigen aus ganz Europa, die so eine Chance erhielten.
Den Wettbewerb haben Sylver jedoch nicht gewonnen.
Im Juni 2008 erschien die Single One World One Dream, vorerst nur in Belgien. In der ersten Chartswoche stieg die Single auf Platz 39 ein. In der vierten Woche schaffte die Single ihren bisher höchsten Platz 21. Das Video zur Single, zeigt Bilder und Einblicke von Silvy und Wout während ihrer Sylvertour China im April.
Außerdem wurde angekündigt, noch im Herbst 2008 werde ein neues Album veröffentlicht, dessen Veröffentlichung jedoch auf den 24. April 2009 verschoben wurde. Auch bei der ersten offiziellen Single aus dem Album, Rise Again kam es zu mehreren Releaseverschiebungen. Zunächst war der 19. September, später der 10. Oktober geplant. Nach dem Videodreh zum Song in Gent, erschien die Single dann am 27. Oktober 2008. Die zweite Single-Auskopplung des Albums mit dem Titel I Hate You Now feierte Ende Januar 2009 Premiere im belgischen Radio. Das Video wurde am 26. Februar im Hotel Bloom in Brüssel gedreht und am 10. März auf Sylvers offizieller Website veröffentlicht. Veröffentlichung der Single war der 13. März 2009.
Das Album Sacrifice erschien am 8. Mai 2009 in Belgien und enthält nicht nur ein Cover des Mike-Oldfield-Songs Foreign Affair, sondern auch Music von John Miles, der persönlich zusammen mit Silvy de Bie das Lied singt. Das Album erschien in Belgien in einer Special-Edition mit dem Bonus-Song Thank You. Das Cover des Albums zeigt auch den Gitarristen John Miles Jr. (Sohn von John Miles), der erst kurz vorher zur Band gestoßen war.
Der Song Foreign Affair erschien am 12. Juni 2009 auch offiziell als Single in Belgien. Mit Position 3 in der nationalen Hitliste ist Foreign Affair Sylvers höchster Charterfolg seit der Single Skin im Jahr 2001. Mit Music erscheint am 30. Oktober 2009 die letzte Single-Auskopplung des Albums Sacrifice in Belgien. Den Song zusammen mit Sänger John Miles stellten Sylver bereits bei den belgischen TMF-Awards, am 10. Oktober 2009 vor. Das Video feierte am 19. Oktober Premiere bei Youtube.
Seit dem 20. November 2009 ist in Deutschland Foreign Affair zu erstehen, allerdings erschien der Song ausschließlich als Download und nicht als Maxi-CD. Das Musikvideo wurde bislang nur auf der VIVA-Internetseite gespielt. Trotz dessen stieg Foreign Affair am 4. Dezember 2009 auf Rang 77 der deutschen Singlecharts ein, nur durch Downloads und ohne Promotion.

### Sylver 2010

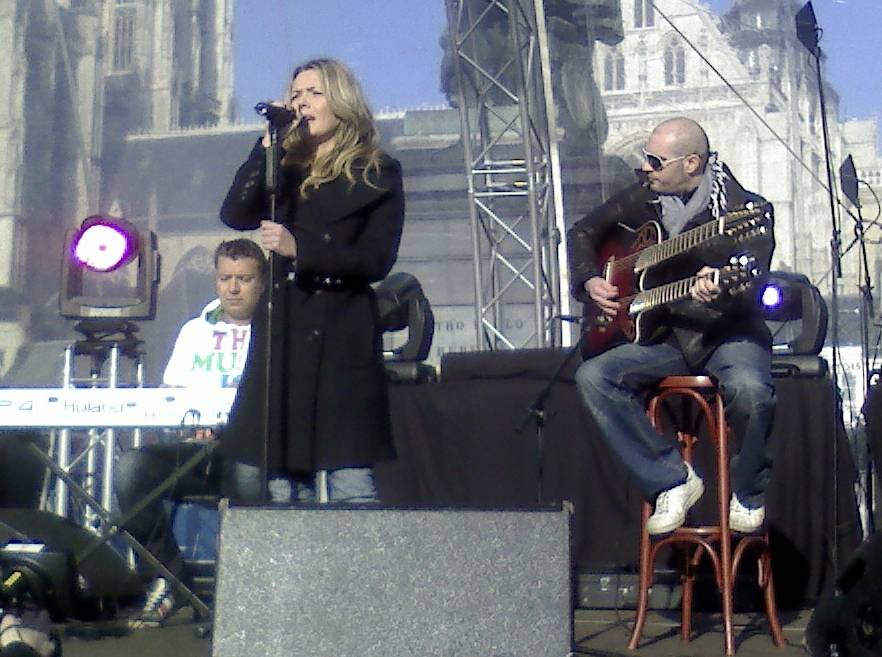
Sylver spielen für die Opfer des Haiti-Erdbebens (2010)

Für die Opfer des Haiti-Erdbebens Anfang 2010 gaben Sylver für den belgischen Radiosender 1212 ein Akustik-Konzert am 22. Januar. Die Spenden gingen nach Haiti.
Musikalisch feierten Sylver ihr zehnjähriges Bestehen und gaben am 27. März 2010 ein großes Konzert in der „Lotto Arena“ in Antwerpen. Dieses läuft unter dem Titel „Sylver – 10 years“.
Zuvor sollte Sylvers Single Music zusammen mit Sänger John Miles am 5. März 2010 in Deutschland erscheinen, eine Veröffentlichung scheiterte jedoch bisher. Das Album Sacrifice wurde jedoch am 9. März als Import-CD veröffentlicht. Die deutsche Version von Sacrifice enthält den Song Thank You, der auf der Standard-Edition des Albums nicht zu finden war, sowie eine zweite CD mit den Musikvideos der Single-Auskopplungen.
Kurz vor dem Jubiläums-Konzert erschien in Belgien der Song It’s My Life als Download. Obwohl nur im Internet erhältlich, schaffte es der Song in die Top-20 in Belgien. Das dazugehörige Album Decade – The Very Best of Sylver ist ein Greatest-Hits-Album, welches nur in Belgien erschienen ist. Es enthält alle bisherigen Singles der Band, sowie zwei neue Songs und einen Mix aller relevanten Lieder.
In der Woche zum 26. März 2010 gelang Sylver der Sprung auf Rang eins der belgischen Albumcharts, ihr erstes Nummer-1-Album seit ihrem musikalischen Debüt im Jahr 2000.
Knapp ein Viertel Jahr nach dem Erscheinen des Best-Of-Albums veröffentlichten Sylver eine Neuauflage ihres Hits Turn the Tide aus dem Jahr 2000. Am 9. Juni 2010 feierte das Video auf Youtube Premiere. In den belgischen Charts erklomm Turn the Tide 2010 Position 16, in den Deutschen DJ Charts erreichten Sylver am 20. September 2010 Rang 14.

### Auflösung 2013
Im Frühjahr 2013 verließ Silvy de Bie die Band, was zu einer Bandpause geführt hat.

### Wiedervereinigung 2016
Im Frühjahr 2016 kündigte Sylver über Soziale Medien die Wiedervereinigung an, gefolgt von bereits geschriebenem Material. Die Band bleibt in der Formation von 2014 bestehen.

## Diskografie

### Studioalben
| Jahr | Titel           | Höchstplatzierung, Gesamtwochen, AuszeichnungChartplatzierungen (Jahr, Titel, Platzierungen, Wochen, Auszeichnungen, Anmerkungen) | Höchstplatzierung, Gesamtwochen, AuszeichnungChartplatzierungen (Jahr, Titel, Platzierungen, Wochen, Auszeichnungen, Anmerkungen) | Höchstplatzierung, Gesamtwochen, AuszeichnungChartplatzierungen (Jahr, Titel, Platzierungen, Wochen, Auszeichnungen, Anmerkungen) | Höchstplatzierung, Gesamtwochen, AuszeichnungChartplatzierungen (Jahr, Titel, Platzierungen, Wochen, Auszeichnungen, Anmerkungen) | Anmerkungen                                           |
| Jahr | Titel           | DE | AT | CH | BEF | Anmerkungen                                           |
| ---- | --------------- | --- | --- | --- | --- | ----------------------------------------------------- |
| 2001 | Chances         | DE16 Gold · (49 Wo.)DE | AT38 (16 Wo.)AT | — | BEF2 (23 Wo.)BEF | Erstveröffentlichung: 7. Mai 2001 Verkäufe: + 150.000 |
| 2003 | Little Things   | DE12 (14 Wo.)DE | AT56 (3 Wo.)AT | CH98 (1 Wo.)CH | BEF7 (7 Wo.)BEF | Erstveröffentlichung: 7. April 2003                   |
| 2004 | Nighttime Calls | DE34 (3 Wo.)DE | — | — | BEF23 (11 Wo.)BEF | Erstveröffentlichung: 25. Oktober 2004                |
| 2006 | Crossroads      | DE39 (5 Wo.)DE | — | — | BEF9 (17 Wo.)BEF | Erstveröffentlichung: 19. Mai 2006                    |
| 2009 | Sacrifice       | — | — | — | BEF3 (24 Wo.)BEF | Erstveröffentlichung: 11. Mai 2009                    |

### Kompilationen
| Jahr | Titel                                  | Höchstplatzierung, Gesamtwochen, AuszeichnungChartsChartplatzierungen (Jahr, Titel, Platzierungen, Wochen, Auszeichnungen, Anmerkungen) | Anmerkungen                          |
| Jahr | Titel                                  | BEF | Anmerkungen                          |
| ---- | -------------------------------------- | --- | ------------------------------------ |
| 2007 | Best Of — The Hit Collection 2001–2007 | — | Erstveröffentlichung: 3. August 2007 |
| 2010 | Decade – The Very Best of Sylver       | BEF1 (23 Wo.)BEF | Erstveröffentlichung: 5. Mai 2010    |

### Singles
| Jahr | Titel Album                                    | Höchstplatzierung, Gesamtwochen, AuszeichnungChartplatzierungen (Jahr, Titel, Album, Platzierungen, Wochen, Auszeichnungen, Anmerkungen) | Höchstplatzierung, Gesamtwochen, AuszeichnungChartplatzierungen (Jahr, Titel, Album, Platzierungen, Wochen, Auszeichnungen, Anmerkungen) | Höchstplatzierung, Gesamtwochen, AuszeichnungChartplatzierungen (Jahr, Titel, Album, Platzierungen, Wochen, Auszeichnungen, Anmerkungen) | Höchstplatzierung, Gesamtwochen, AuszeichnungChartplatzierungen (Jahr, Titel, Album, Platzierungen, Wochen, Auszeichnungen, Anmerkungen) | Anmerkungen                                                                                 | [↑]: gemeinsam behandelt mit vorhergehendem Eintrag; [←]: in beiden Charts platziert |
| Jahr | Titel Album                                    | DE | AT | CH | BEF | Anmerkungen                                                                                 |                                                                                      |
| ---- | ---------------------------------------------- | --- | --- | --- | --- | ------------------------------------------------------------------------------------------- | ------------------------------------------------------------------------------------ |
| 2000 | Turn the Tide Chances                          | DE2 Gold · (20 Wo.)DE | AT3 (26 Wo.)AT | CH44 (15 Wo.)CH | BEF1 Gold · (17 Wo.)BEF | Erstveröffentlichung: 16. Juni 2000 Verkäufe: + 260.000 in BE und NL als Liquid feat. Silvy |                                                                                      |
| 2001 | Skin Chances                                   | DE20 (13 Wo.)DE | AT41 (8 Wo.)AT | — | BEF2 (13 Wo.)BEF | Erstveröffentlichung: 12. Januar 2001                                                       |                                                                                      |
| 2001 | In Your Eyes Chances[DE: ↑][AT: ↑]             | DE20 (13 Wo.)DE | AT41 (8 Wo.)AT | — | BEF19 (12 Wo.)BEF | Erstveröffentlichung: 2. April 2001                                                         |                                                                                      |
| 2001 | Forever in Love Chances                        | DE10 (12 Wo.)DE | AT27 (13 Wo.)AT | CH79 (5 Wo.)CH | BEF11 (10 Wo.)BEF | Erstveröffentlichung: 30. Juli 2001                                                         |                                                                                      |
| 2001 | Forgiven Chances                               | DE25 (10 Wo.)DE | AT52 (7 Wo.)AT | CH88 (1 Wo.)CH | BEF9 (9 Wo.)BEF | Erstveröffentlichung: 2001                                                                  |                                                                                      |
| 2002 | The Smile Has Left Your Eyes Chances           | — | — | — | — | Erstveröffentlichung: 2002 nur in Spanien als Single veröffentlicht                         |                                                                                      |
| 2003 | Livin’ My Life Little Things                   | DE10 (10 Wo.)DE | AT40 (9 Wo.)AT | CH99 (1 Wo.)CH | BEF5 (11 Wo.)BEF | Erstveröffentlichung: 21. Februar 2003                                                      |                                                                                      |
| 2003 | Why Worry Little Things                        | DE44 (6 Wo.)DE | — | — | BEF10 (8 Wo.)BEF | Erstveröffentlichung: 23. Juni 2003                                                         |                                                                                      |
| 2003 | Shallow Water / Confused Little Things         | DE47 (8 Wo.)DE | — | — | BEF20 (10 Wo.)BEF | Erstveröffentlichung: 3. November 2003                                                      |                                                                                      |
| 2003 | Wild Horses Little Things                      | — | — | — | BEF25 (11 Wo.)BEF | Erstveröffentlichung: 2003                                                                  |                                                                                      |
| 2004 | Love Is an Angel Nighttime Calls               | DE18 (9 Wo.)DE | AT53 (4 Wo.)AT | — | BEF4 (11 Wo.)BEF | Erstveröffentlichung: 8. Juli 2004                                                          |                                                                                      |
| 2005 | Make It Nighttime Calls                        | DE49 (7 Wo.)DE | — | — | BEF12 (8 Wo.)BEF | Erstveröffentlichung: 2. Mai 2005                                                           |                                                                                      |
| 2005 | Take Me Back Nighttime Calls                   | — | — | — | BEF6 (11 Wo.)BEF | Erstveröffentlichung: 2005                                                                  |                                                                                      |
| 2006 | Lay All Your Love on Me Crossroads             | DE26 (9 Wo.)DE | AT32 (10 Wo.)AT | — | BEF5 (18 Wo.)BEF | Erstveröffentlichung: 5. April 2006                                                         |                                                                                      |
| 2006 | One Night Stand Crossroads                     | — | — | — | BEF24 (6 Wo.)BEF | Erstveröffentlichung: 2006                                                                  |                                                                                      |
| 2006 | Why Crossroads                                 | — | — | — | BEF25 (5 Wo.)BEF | Erstveröffentlichung: 2006                                                                  |                                                                                      |
| 2007 | The One Best Of — The Hit Collection 2001–2007 | — | — | — | — | Erstveröffentlichung: 2007                                                                  |                                                                                      |
| 2008 | One World One Dream Sacrifice                  | — | — | — | BEF21 (11 Wo.)BEF | Erstveröffentlichung: 23. September 2008                                                    |                                                                                      |
| 2008 | Rise Again Sacrifice                           | — | — | — | BEF21 (12 Wo.)BEF | Erstveröffentlichung: 24. Oktober 2008                                                      |                                                                                      |
| 2009 | I Hate You Now Sacrifice                       | — | — | — | BEF8 (13 Wo.)BEF | Erstveröffentlichung: 2. März 2009                                                          |                                                                                      |
| 2009 | Foreign Affair Sacrifice                       | DE77 (1 Wo.)DE | — | — | BEF3 (13 Wo.)BEF | Erstveröffentlichung: 12. Juni 2009                                                         |                                                                                      |
| 2009 | Music Decade – The Very Best of Sylver         | — | — | — | BEF11 (10 Wo.)BEF | Erstveröffentlichung: 30. Oktober 2009 feat. John Miles                                     |                                                                                      |
| 2010 | It’s My Life Decade – The Very Best of Sylver  | — | — | — | BEF20 (4 Wo.)BEF | Erstveröffentlichung: 22. Februar 2010                                                      |                                                                                      |
| 2010 | Turn the Tide 2010 –                           | — | — | — | BEF16 (6 Wo.)BEF | Erstveröffentlichung: 11. Juni 2010                                                         |                                                                                      |
| 2011 | Stop Feeling Sorry –                           | — | — | — | BEF44 (1 Wo.)BEF | Erstveröffentlichung: 11. Juli 2011                                                         |                                                                                      |
| 2012 | City of Angels –                               | — | — | — | BEF29 (3 Wo.)BEF | Erstveröffentlichung: 5. März 2012                                                          |                                                                                      |
| 2017 | Turn Your Love Around –                        | — | — | — | — | Erstveröffentlichung: 26. Mai 2017                                                          |                                                                                      |
| 2019 | I Won’t Wait –                                 | — | — | — | — | Erstveröffentlichung: 11. Oktober 2019                                                      |                                                                                      |
| 2020 | Losing My Religion –                           | — | — | — | — | Erstveröffentlichung: 23. Oktober 2020 Original: R.E.M.                                     |                                                                                      |

## Auszeichnungen für Musikverkäufe
Anmerkung: Auszeichnungen in Ländern aus den Charttabellen bzw. Chartboxen sind in ebendiesen zu finden.
| Land/RegionAuszeichnungen für Musikverkäufe (Land/Region, Auszeichnungen, Verkäufe, Quellen) | Gold     | Platin | Verkäufe | Quellen           |
| -------------------------------------------------------------------------------------------- | -------- | ------ | -------- | ----------------- |
| Belgien (BRMA)                                                                               | Gold1    | —      | 15.000   | ultratop.be       |
| Deutschland (BVMI)                                                                           | 2× Gold2 | —      | 400.000  | musikindustrie.de |
| Insgesamt                                                                                    | 3× Gold3 | —      |          |                   |

## Preise und Nominierungen
| Jahr | Award               | Kategorie                             | Titel           | Resultat  |
| ---- | ------------------- | ------------------------------------- | --------------- | --------- |
| 2001 | TMF Awards          | Bester Nationaler Dance Act           |                 | Nominiert |
| 2001 | German Dance Awards | Bester Dance Hit                      | Turn the Tide   | Gewonnen  |
| 2001 | Bravo Otto          | Shooting Star (Band)                  |                 | Nominiert |
| 2002 | Echo                | Dance Single des Jahres International | Turn the Tide   | Nominiert |
| 2003 | German Dance Award  | OCD 40Hit                             | Livin’ My Life  | Gewonnen  |
| 2003 | German Dance Awards | Erfolgreichster Dance Act             |                 | Gewonnen  |
| 2003 | German Dance Awards | Erfolgreichstes Dance Album           | Little Things   | Nominiert |
| 2003 | Comet               | Bester Dance Act                      |                 | Nominiert |
| 2003 | TMF Awards          | Bester Nationaler Dance Act           |                 | Nominiert |
| 2003 | TMF Awards          | Beste Single National                 | Livin’ My Life  | Nominiert |
| 2003 | TMF Awards          | Bester Musikclip National             | Why Worry       | Gewonnen  |
| 2004 | TMF Awards          | Bester Nationaler Dance Act           |                 | Nominiert |
| 2005 | TMF Awards          | Bester DJ National                    | Wout van Dessel | Gewonnen  |
| 2006 | TMF Awards          | Bester Nationaler Dance Act           |                 | Nominiert |
| 2009 | TMF Awards          | Bester Nationaler Dance Act           |                 | Nominiert |
| 2009 | TMF Awards          | Bestes Album National                 | Sacrifice       | Gewonnen  |